# Copa de Bosnia y Herzegovina
La Copa de Bosnia y Herzegovina (en Bosnio: Kup Bosne i Hercegovine) es el torneo de copa nacional de fútbol de Bosnia-Herzegovina y torneo de eliminatorias de clubes más importante del país, la competición es organizada anualmente por la Federación de Fútbol de Bosnia y Herzegovina. El equipo campeón obtiene la clasificación a la primera ronda de clasificación de la Liga Conferencia de la UEFA.
Hasta la temporada 1999-2000 se organizaron tres copas por separado, en aquella temporada la copa normal la organizó la Federación de Bosnia y Herzegovina. Desde 2001 los equipos de todo el país compiten en esta copa. El FK Željezničar y FK Sarajevo son los equipo más exitosos con seis títulos cada uno.
Hasta 1992 los clubes de Bosnia y Herzegovina disputaron la extinta Copa de Yugoslavia.

## Copas regionales
Antes de 1998 y en 1999, se disputaron tres competiciones de Copa regionales de forma simultánea. Se organizaron en torno a los tres grupos étnicos, FBiH (Bosníacos), Herzeg-Bosnia (Croatas) y Republika Srpska (Serbobosnios), por lo que cada región tuvo su campeón.

### Copa de la Federación de Bosnia y Herzegovina - FBiH
| Temporada | Campeón         | Resultado | Finalista        |
| --------- | --------------- | --------- | ---------------- |
| 1994–95   | NK Čelik Zenica | 1–0       | FK Sloboda Tuzla |
| 1995–96   | NK Čelik Zenica | 2–1       | FK Sloboda Tuzla |
| 1996–97   | FK Sarajevo     | 2–0       | FK Željezničar   |
| 1997–98   | FK Sarajevo     | 1–0       | FK Sloboda Tuzla |
| 1998–99   | NK Bosna Visoko | 1–0       | FK Sarajevo      |

### Copa de Herzeg-Bosnia
| Temporada | Campeón          | Resultado           | Finalista          |
| --------- | ---------------- | ------------------- | ------------------ |
| 1994–95   | HNK Ljubuški     | 2–0                 | HNK Sloga Uskoplje |
| 1995–96   | HNK Ljubuški     | 1–1 (4–1 pen.)      | NK Široki Brijeg   |
| 1996–97   | NK Troglav Livno | 1–0                 | HNK Orašje         |
| 1997–98   | HNK Orašje       | 0–0 (3–2 pen.)      | NK Široki Brijeg   |
| 1998–99   | NK Brotnjo       | 1–1 (4–2 pen.)      | NK Široki Brijeg   |
| 1999–00   | HNK Orašje       | 0–2, 7–2 Global 7–4 | NK Kiseljak        |

### Copa de la Republika Srpska
| Temporada | Campeón             | Resultado                | Finalista            |
| --------- | ------------------- | ------------------------ | -------------------- |
| 1993–94   | FK Kozara Gradiška  | 0–0 (7–6 pen.)           | FK Sloga Doboj       |
| 1994–95   | FK Borac Banja Luka | 3–2, 2–2 Global 5–4      | FK Rudar Prijedor    |
| 1995–96   | FK Borac Banja Luka | 1–0, 1–2 Global 2–2 (gv) | FK Jedinstvo Brčko   |
| 1996–97   | FK Sloga Trn        | 1–0                      | FK Sarajevo Pale     |
| 1997–98   | FK Rudar Ugljevik   | 0–0 (4–2 pen.)           | FK Boksit Milići     |
| 1998–99   | FK Rudar Ugljevik   | 0–0 (4–3 pen.)           | FK Sloga Trn         |
| 1999–00   | FK Kozara Gradiška  | 1–0                      | FK Sloboda Novi Grad |

## Palmarés
| Temporada | Campeón                                                                                          | Resultado                                                                                        | Finalista                                                                                        |
| --------- | ------------------------------------------------------------------------------------------------ | ------------------------------------------------------------------------------------------------ | ------------------------------------------------------------------------------------------------ |
| 1997–98   | FK Sarajevo                                                                                      | 0–0, 1–0 Global 1–0                                                                              | HNK Orašje                                                                                       |
| 1998–99   | Se disputaron tres Copas regionales                                                              | Se disputaron tres Copas regionales                                                              | Se disputaron tres Copas regionales                                                              |
| 1999–00*  | Grupo de tres, Željezničar campeón (4 puntos), Sloboda Tuzla (3 puntos), Bosna Visoko (1 punto). | Grupo de tres, Željezničar campeón (4 puntos), Sloboda Tuzla (3 puntos), Bosna Visoko (1 punto). | Grupo de tres, Željezničar campeón (4 puntos), Sloboda Tuzla (3 puntos), Bosna Visoko (1 punto). |
| 2000–01   | FK Željezničar                                                                                   | 3–2                                                                                              | FK Sarajevo                                                                                      |
| 2001–02   | FK Sarajevo                                                                                      | 2–1                                                                                              | FK Željezničar                                                                                   |
| 2002–03   | FK Željezničar                                                                                   | 0–0, 2–0 Global 2–0                                                                              | FK Leotar Trebinje                                                                               |
| 2003–04   | FK Modrica Máxima                                                                                | 1–1 (4-2 pen.)                                                                                   | FK Borac Banja Luka                                                                              |
| 2004–05   | FK Sarajevo                                                                                      | 1–0, 1–1 Global 2–1                                                                              | NK Široki Brijeg                                                                                 |
| 2005–06   | HNK Orašje                                                                                       | 0–0, 3–0 Global 3–0                                                                              | NK Široki Brijeg                                                                                 |
| 2006–07   | NK Široki Brijeg                                                                                 | 1–1, 1–0 Global 2–1                                                                              | FK Slavija Sarajevo                                                                              |
| 2007–08   | HŠK Zrinjski Mostar                                                                              | 1–2, 2–1 Global 3–3 (3-1 pen.)                                                                   | FK Sloboda Tuzla                                                                                 |
| 2008–09   | FK Slavija Sarajevo                                                                              | 0–2, 2–0 Global 2–2 (4-3 pen.)                                                                   | FK Sloboda Tuzla                                                                                 |
| 2009–10   | FK Borac Banja Luka                                                                              | 1–1, 2–2 Global 3–3 gv                                                                           | FK Željezničar                                                                                   |
| 2010–11   | FK Željezničar                                                                                   | 1–0, 3–0 Global 4–0                                                                              | NK Celik Zenica                                                                                  |
| 2011–12   | FK Željezničar                                                                                   | 1–0, 0–0 Global 1–0                                                                              | NK Široki Brijeg                                                                                 |
| 2012–13   | NK Široki Brijeg                                                                                 | 1–1, 1–1 Global 2–2 (5-4 pen.)                                                                   | FK Željezničar                                                                                   |
| 2013–14   | FK Sarajevo                                                                                      | 2–0, 3–1 Global 5–1                                                                              | NK Celik Zenica                                                                                  |
| 2014–15   | FK Olimpik Sarajevo                                                                              | 1–1, 1–1 Global 2–2 (5-4 pen.)                                                                   | NK Široki Brijeg                                                                                 |
| 2015–16   | FK Radnik Bijeljina                                                                              | 1–1, 3–0 Global 4–1                                                                              | FK Sloboda Tuzla                                                                                 |
| 2016–17   | NK Široki Brijeg                                                                                 | 1–0, 0–1 Global 1–1 (4-2 pen.)                                                                   | FK Sarajevo                                                                                      |
| 2017–18   | FK Željezničar                                                                                   | 2–0, 4–0 Global 6–0                                                                              | FK Krupa                                                                                         |
| 2018–19   | FK Sarajevo                                                                                      | 3–0, 0–1 Global 3–1                                                                              | NK Široki Brijeg                                                                                 |
| 2019–20   | Abandonado debido a la pandemia del COVID-19                                                     | Abandonado debido a la pandemia del COVID-19                                                     | Abandonado debido a la pandemia del COVID-19                                                     |
| 2020–21   | FK Sarajevo                                                                                      | 0–0 (4-1 pen.)                                                                                   | FK Borac Banja Luka                                                                              |
| 2021–22   | FK Velež Mostar                                                                                  | 0–0 (4-3 pen.)                                                                                   | FK Sarajevo                                                                                      |
| 2022–23   | HŠK Zrinjski Mostar                                                                              | 1–0                                                                                              | FK Velež Mostar                                                                                  |
| 2023–24   | HŠK Zrinjski Mostar                                                                              | 1–0, 1–0 Global 2–0                                                                              | FK Borac Banja Luka                                                                              |
| 2024–25   | FK Sarajevo                                                                                      | 4–0, 1–1 Global 5–1                                                                              | NK Široki Brijeg                                                                                 |

## Títulos por club
| Club                    | Títulos | Años Campeón                             | 2° | Años Subcampeón                    |
| ----------------------- | ------- | ---------------------------------------- | -- | ---------------------------------- |
| FK Sarajevo             | 7       | 1998, 2002, 2005, 2014, 2019, 2021, 2025 | 3  | 2001, 2017, 2022                   |
| FK Željezničar Sarajevo | 6       | 2000, 2001, 2003, 2011, 2012, 2018       | 3  | 2002, 2010, 2013                   |
| NK Široki Brijeg        | 3       | 2007, 2013, 2017                         | 6  | 2005, 2006, 2012, 2015, 2019, 2025 |
| HŠK Zrinjski Mostar     | 3       | 2008, 2023, 2024                         | –  | -----                              |
| FK Borac Banja Luka     | 1       | 2010                                     | 3  | 2004, 2021, 2024                   |
| HNK Orašje              | 1       | 2006                                     | 1  | 1998                               |
| FK Slavija Sarajevo     | 1       | 2009                                     | 1  | 2007                               |
| Velež Mostar            | 1       | 2022                                     | 1  | 2023                               |
| FK Modriča              | 1       | 2004                                     | –  | -----                              |
| FK Olimpik Sarajevo     | 1       | 2015                                     | –  | -----                              |
| FK Radnik Bijeljina     | 1       | 2016                                     | –  | -----                              |
| FK Sloboda Tuzla        | –       | -----                                    | 4  | 2000, 2008, 2009, 2016             |
| NK Čelik Zenica         | –       | -----                                    | 2  | 2011, 2014                         |
| NK Bosna Visoko         | –       | -----                                    | 1  | 2000                               |
| FK Leotar Trebinje      | –       | -----                                    | 1  | 2003                               |
| FK Krupa                | –       | -----                                    | 1  | 2018                               |